# Євангелічно-Лютеранський союз у Швейцарії та Ліхтенштейні
Євангелічно-Лютеранський союз у Швейцарії та князівстві Ліхтенштейн (нім. Bund Evangelisch-Lutherischer Kirchen in der Schweiz und im Fürstentum Liechtenstein, BELK) — заснований у 1967 році шляхом злиття п'яти лютеранських громад у Базелі (північно-західна Швейцарія); станом на 2010 рік до складу союзу входили громади Берну, Женеви, Цюриху та Вадуцу (Ліхтенштейн), загальна кількість парафіян у яких становила 6890 осіб. З 1979 року союзу є членом Всесвітньої лютеранської федерації.
Завдання союзу є сприяння єдності серед членів громад. Керівним органом союзу є Федеральні збори, які проводяться двічі на рік. Кожну парафію представляють 3 делегати, серед яких — 1 священик. Кожні два роки Федерація обирає президента, віце-президента, секретаря і скарбника.